# Robert Lepper

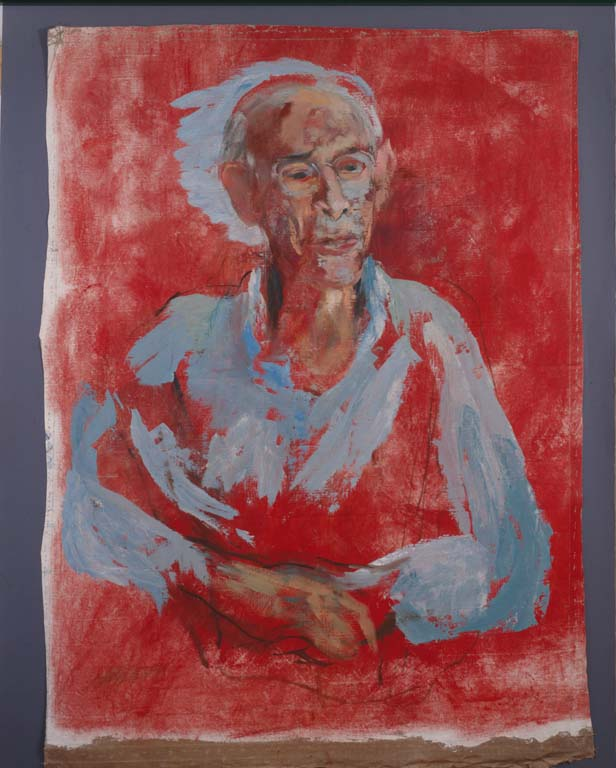

Robert Lepper (1906-1991) era un artista estadounidense y un profesor de arte en el Carnegie Institute of Technology, ahora Carnegie Mellon University, quien desarrolló el primer programa de licenciatura de diseño industrial en el país. El trabajo de Lepper dentro del diseño industrial, en su tiempo que permaneció en Bauhaus, su fascinación con el impacto de la tecnología en la sociedad y su rol potencial para la creación de arte formó el fondo de su clase "Análisis Social e Individual", dos semestres de clases centrándose en la comunidad y la memoria personal como los factores en la expresión artística, que con su diálogo teórico con sus más prometedores estudiantes afuera del salón fomentó el ambiente intelectual donde diversos artistas como Andy Warhol, Philip Pearlstein, Mel Bochner, y Jonathan Borofsky construirían después sus prácticas de arte.

## Primeros años de vida y Educación
Robert Lepper nació el 10 de septiembre, de 1906 en Aspinwall, Pennsilvania. Sus padres eran Elizabeth L. y Charles W. Lepper, un adquisitivo agente de una compañía de gas. Los padres de Charles nacieron en Alemania. Robert tuvo un hermano mayor, Charles.
Asistió al Carnegie Institute of Technology (CIT), graduándose en 1927. Desde su graduación hasta 1928, se fue a Europa, estudiando en Bauhaus, y explorando el arte contemporánea. Después se volvió un artista para el telegrafó de Pittsburgh Sun-Telegraph y vivió con sus padres.

## Carrera

### Carnegie Instituto de Tecnología
Lepper enseñó arte en los comienzos de 1930 y ayudó a establecer el primer programa de licenciatura de diseño industrial en el Carnegie Instituto de Tecnología en 1934. Él definió los elementos visual de la percepción: área, línea, espacio, volumen , color, valor y textura - y entonces los equivalentes en el diseño industrial, publicados en el artículo de 1938 "Los elementos visuales de la percepción, enlazando elementos del arte a los procesos de manufactura".
Enseñó una clase titulada "Análisis individual y social," en donde alentó a los estudiantes a observar distintos elementos de su vida diaria como trabajos potenciales del arte. Uno de sus estudiantes era Andy Warhol, luego Andrew Warhola, quien dibujaba en sus almuerzos en su casa y creó la Lata de la Sopa Campbell's. Otro de sus notables estudiantes incluyendo amigo de Warhol era Philip Pearlstein, el ilustrador Leonard Kessler, el caricaturista de editorial Jimmy Margulies, artista conceptual Mel Bochner y Joyce Kozloff, quien desarrolló un interés en el arte público cuando trabajo en el proyecto de Lepper s Oakland donde sus estudiantes fueron en un barrio Oakland y crearon pinturas o dibujos de la infraestructura, edificios y personas. El proyecto fue escrito por Richard Rappaport en 1989 dentro de su trabajo Robert Lepper, Carnegie Tech, y el Proyecto Oakland. El Proyecto Oakland fue el primer semestre del curso de Análisis individual y social comenzado en 1947; La Retrospectiva fue el segundo programa de clase.

### Artista
Lepper creó esculturas y murales, muchos de los cuales reflejan su interés por los objetos industriales. Él desarrolló la combinación con pigmentos de polvo y resina acrílica, o plástico, para trabajo de arte.
En 1932, creó el Arte maniático. Creó distintos murales bajo el Proyecto Federal de Artes (1935-1943) de la Administración de Progresos en trabajos, incluyendo la oficina postal en Grayling, Míchigan y Caldwell, Ohio. Él creó el "alto aclamado" mural del área de industrial para el Edificio de Minería Industrial (también conocido como el nuevo Edificio Minero de Industrias) es West Virginia University entre1940 y 1942.
La principal entrada a la Escuela de Graduación de Administración Industrial (GSIA) en Carnegie Mellon University fue puesta, en el mural industrial por Lepper en 1952. Robert Lepper creó un gran número de trabajos públicos: escultura para La Feria Mundial en Nueva York en 1964. A fines de 1960 trabajó en su proyecto de Vehículo de Tránsito de Diseño para crear más comodidad, y asientos angulares para los pasajeros.

### Reconocimientos
- 1961 - Reconocimiento Craftsmanship, Sociedad de Pennsilvania de Arquitectos del Instituto Americano de Arquitectos[6]
- 1975 - Reconocimiento de Respeto y Admiración, Universidad de Carnegie Mellon[6]
- 1989 - Reconocimiento de la Sociedad de Diseñadores Industriales de América (IDSA) de Educación, en reconocimiento de su "significante y distinguidas contribuciones" en la educación del diseño industrial.[9]

## Vida personal
Lepper se casó con Helen Jewett en Pittsburgh el 6 de septiembre de 1933 en Damariscotta, Maine, donde ella nació. Ellos vivieron en Pittsburgh y tuvieron una hija, Susan, nació en 1935.
Lepper falleció el 7 de febrero de 1991 cuando se encontraba viviendo en Pittsburgh.

## Reconocimiento Póstumo
En 2002, el Museo Andy Warhol sostuvo la exhibición de "Robert Lepper, artista y maestro", en el cual fueron exhibidos sus trabajos del estado de Lepper y de Carnegie Mellon. Algunos fueron mostrados por primera vez. La Criatura del Río es un modelo de 18 metros de altura que respira fuego como propuesta de dragón de trabajo de arte, para reflejar «humorísticamente» la historia industrial de Pittsburgh. Carnegie established the Robert Lepper Distinguished Lecture series in his honor.
En 1994, Norbert Nathanson y Dale Stein, estudiantes formados por Lepper, produjeron un ídeo documental Un afectuoso recuerdo, Robert L. Lepper. El documental fue narrado por la hija de Lepper, Susan Lepper, y puede ser encontrado en los archivos de Lepper, en la búsqueda de la librería de Carnegie Mellon University, Pittsburgh, PA.

## Lectura Profunda
- Art Instruction. Watson-Guptill Publications; 1938. p. 8, 37.
- Victor Bockris. Warhol: The Biography. Da Capo Press, Incorporated; 29 de abril de 2009. ISBN 978-0-7867-3028-5. p. 59, 70.
- John J. Curley. A Conspiracy of Images: Andy Warhol, Gerhard Richter, and the Art of the Cold War. Yale University Press; 3 de diciembre de 2013. ISBN 978-0-300-18843-1. p. 53, 240–243.
- Michael J. Golec. The Brillo Box Archive: Aesthetics, Design, and Art. UPNE; 2008. ISBN 978-1-58465-701-9. p. 85, 92, 143.
- Williams & McCormick: American Arts. Williams & McCormick; 1987.
- Amedeo Modigliani. Modigliani. Ediz. Inglese. Taschen; 2000. ISBN 978-3-8228-6319-0. p. 16.
- Howard Singerman. Art Subjects: Making Artists in the American University. University of California Press; 1999. ISBN 978-0-520-21502-3. p. 232.
- Timeline: A Publication of the Ohio Historical Society. The Society; 1989. p. 16.
- Reva Wolf. Andy Warhol, Poetry, and Gossip in the 1960s. University of Chicago Press; 8 de diciembre de 1997. ISBN 978-0-226-90491-7. p. 9–10.

- Datos: Q16012686